# La Lucha
La Lucha va ser un diari de matí que va aparèixer als carrers de Barcelona el 3 de setembre de 1916 i el 1919, fundat per Marcel·lí Domingo i Sanjuan, Lluís Companys i Francesc Layret, vinculat al Bloc Republicà Autonomista. Des de l'abril de 1917 i fins al seu darrer número el 7 de juny de 1919, va existir com a òrgan del nou Partit Republicà Català (PRC). La seva combativitat vers l'exèrcit i la monarquia espanyola i el paper decisiu que va jugar en l'agitació social el van fer objecte de represàlies, sancions i processos judicials que acabaren amb La Lucha després de només dos anys i mig d'accidentada existència.

## Origen, entrebancs i tancament
La Lucha va aparèixer com a font d'autoritat política del republicanisme català durant la Restauració (1874 – 1931). Va ser una plataforma de presència pública a la vegada que va actuar de tribuna propagandística del PRC i d'altaveu crític contra el sistema monàrquic aparentment democràtic.
Mal vist per les autoritats pel seu to antimonàrquic, antimilitar i catalanista, va ser suspès durant la vaga revolucionària de 1917. Els responsables, però, van treure un full diari durant l'estat d'excepció d'aquell any amb el nom de Lucha, que en un racó demanava: “Camarada, haz que esta hoja circule; no la conserves en tu poder”. Durant aquell novembre, Marcel·lí Domingo, únic director del diari durant la seva curta vida i impulsor del full substitutiu, va ser empresonat a causa de la vaga i d'engegar des del diari dues campanyes en contra de la Guerra del Marroc.
Tot i que mesos després van poder reprendre la seva activitat periodística i, pel contingut del diari, també política; les autoritats van situar La Lucha en el seu punt de mira. El 1918 va ser denunciat novament per haver ofès el rei. Entre el 25 de març i el 16 de maig de 1919, van ser novament suspesos per la censura militar.
Malgrat les constants contrarietats, des del seu inici el 1916, el diari va anar adquirint difusió progressivament fins a esdevenir més important que el mateix partit, fins a eclipsar-lo. La capçalera va arribar a ser més efectiva que l'organització a l'hora de complir amb la identificació política dels i les republicanes catalanes. A través de sèries com Marruecos, sangría y robo o d'articles com Soldados o ¿Qué espera el rey? i de campanyes contra el poder militar o Alfons XIII, va aconseguir un ressò i una difusió molt superiors als límits del Partit Republicà Català.
A pesar de la funció social i política que desenvolupava, dos anys mi mig convulsos de censura prèvia (presentacions al Govern Civil i examinació i retallades dels articles), de suspensions i d'acusacions als periodistes per injúries a la Corona, al rei o a l'exèrcit acabaven amb la publicació el 7 de juny de 1919.

## Ideologia i censura
La Lucha tenia tots els números de ser perseguida pel poder central ja en el moment d'aparèixer. En un context de convulsió política i de batalles nacionalistes - l'exèrcit s'unia en les Juntes Militars de Defensa, republicans i socialistes s'aliaven per oferir una alternativa política al sistema conservador, catalans i bascos sumaven esforços mentre se'ls denegaven i rebaixaven peticions i garanties constitucionals, se celebraven les Assemblees de Parlamentaris de Catalunya i es produïa la vaga de 1917-, el diari es proclamava antiespanyol, antimonàrquic i antiexèrcit.
Es va posicionar clarament a favor de la campanya de 1918 per obtenir més autonomia per a Catalunya, també antialemany en les informacions sobre la Gran Guerra (postura que els va provocar dos segrestos d'articles) i obertament oposats a les campanyes militars a l'Àfrica.
Tot i els entrebancs legals amb què es topava, un recurs utilitzat per La Lucha i també per altres diaris republicans com El Federalista, El Ideal o La Justícia era tenir com a director legal del diari un diputat a les Corts espanyoles per protegir-se de les inclemències judicials. D'aquesta manera, quan un text era denunciat i un diputat n'era el responsable, com Marcel·lí Domingo, el jutge havia de sol·licitar un suplicatori al Congrés, que era sempre denegat, amb la qual cosa el procés quedava en suspens.
La Lucha, doncs, és un exemple del fil del que penjaven les garanties legals de la premsa republicana de la Restauració. I és que els seus drets i llibertats constitucionals es definien pel seu caràcter volàtil, ja que eren constantment limitades per contenir o sufocar la creixent contestació social. A més, els diaris de Barcelona van patir amb més pes la pressió monàrquica espanyolista, ja que la capital catalana significava un focus obrer i republicà catalanista. D'aquí que l'anul·lació de garanties periodístiques i la proclamació de l'estat de guerra del 1917 toquessin amb plenitud el diari del Partit Republicà Català.

## Finançament
Entre el 1914 i el 1918 el periodisme català i espanyol patia una difícil situació econòmica donada la pujada del preu del paper arran de la IGM (el paper s'importava i la guerra dificultava el comerç). Els diaris conservadors comptaven amb subvencions estatals. La premsa republicana, però, no gaudia d'aquest privilegi i havia de subsistir més que amb bases empresarials que solien ser deficitàries, amb aportacions individuals. En el cas de La Lucha, va ser l'advocat Francesc Layret qui el va mantenir econòmicament.

## Format i aspectes tècnics
El diari era escrit en castellà i presentat a gran foli. Constava, en un principi, de 4 pàgines a 5 columnes. A partir de l'abril de 1918, les columnes passaren a ser 6. Era plenament tipogràfic, sense il·lustracions. Era, doncs, a nivell de disseny, dens i carregat. La capçalera, per la seva banda, era senzilla i sense floritures, amb una tipografia clara i escrita en negre.
A nivell estilístic, destacava per seguir el procés de renovació lèxica i sintàctica que des de 1910 aproximadament impregnava gran part de la premsa catalana i espanyola.

## Director, redactors i col·laboradors
Director: Marcel·lí Domingo
Redactors: 
- Lluís Companys (va ser-ne redactor en cap i responsable de la informació política)[6]
- Antoni Puch i Ferrer[7]
- Francesc Aguirre[8]
- Jesús Pinilla
- Ramon Noguer
- Joan Comorera[6]

Col·laboradors: 
- Francesc Layret
- Miguel de Unamuno[8]
- Pablo Iglesias[8]
- Ernest Matons
- Fabián Vidal
- Salvador Quemades
- Gabriel Alomar
- Durany i Bellera